# Rebberg (Mülhausen)

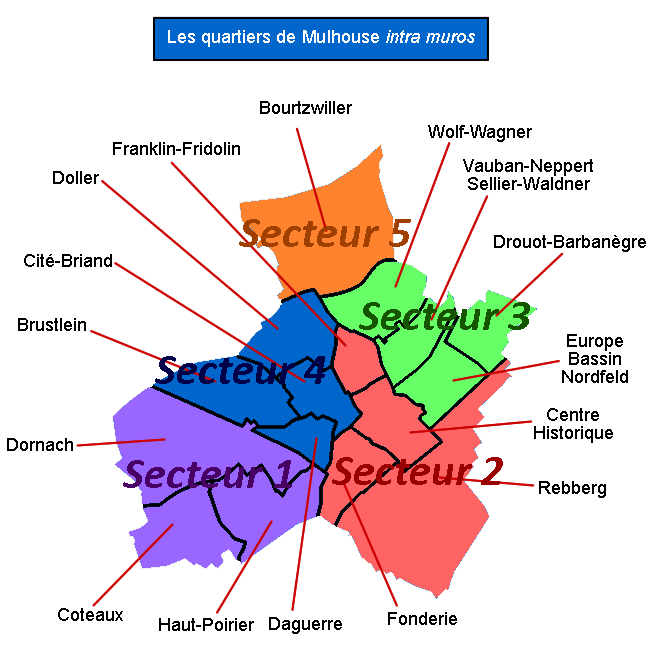
Mülhausener Stadtteile in Sektoren

Der Rebberg ist ein Stadtteil von Mülhausen (Elsass), der Name ist deutschen Ursprungs und stammt aus der Zeit als die Stadt noch zum Deutschen Reich gehörte. Im Rahmen der Stadtplanung und -entwicklung wurde Mülhausen später in verschiedene Sektoren eingeteilt. Der Rebberg gehört seither zum Sektor 2 und ist trotz der Wortbedeutung nicht mit dem Mülhausener Stadtteil Coteaux, dessen Name französischen Ursprungs ist und sich mit „Weinberge“ übersetzen lässt, zu verwechseln.
Der Rebberg liegt im Süden der Stadt an der Bahnstrecke, und Teile des Berges gehören auch noch zu den Nachbargemeinden Riedisheim und Brunstatt. Daher ist es üblich zu differenzieren, um welchen Rebberg es sich handelt, das heißt den von Mülhausen, Riedisheim oder Brunstatt.
Der Name «Rebberg» bezieht sich nicht auf einen früheren Anbau von Reben, denn dieses heute mit Villen besetzte Wohn-Gebiet liegt an einem Nordhang.

## Merkmale

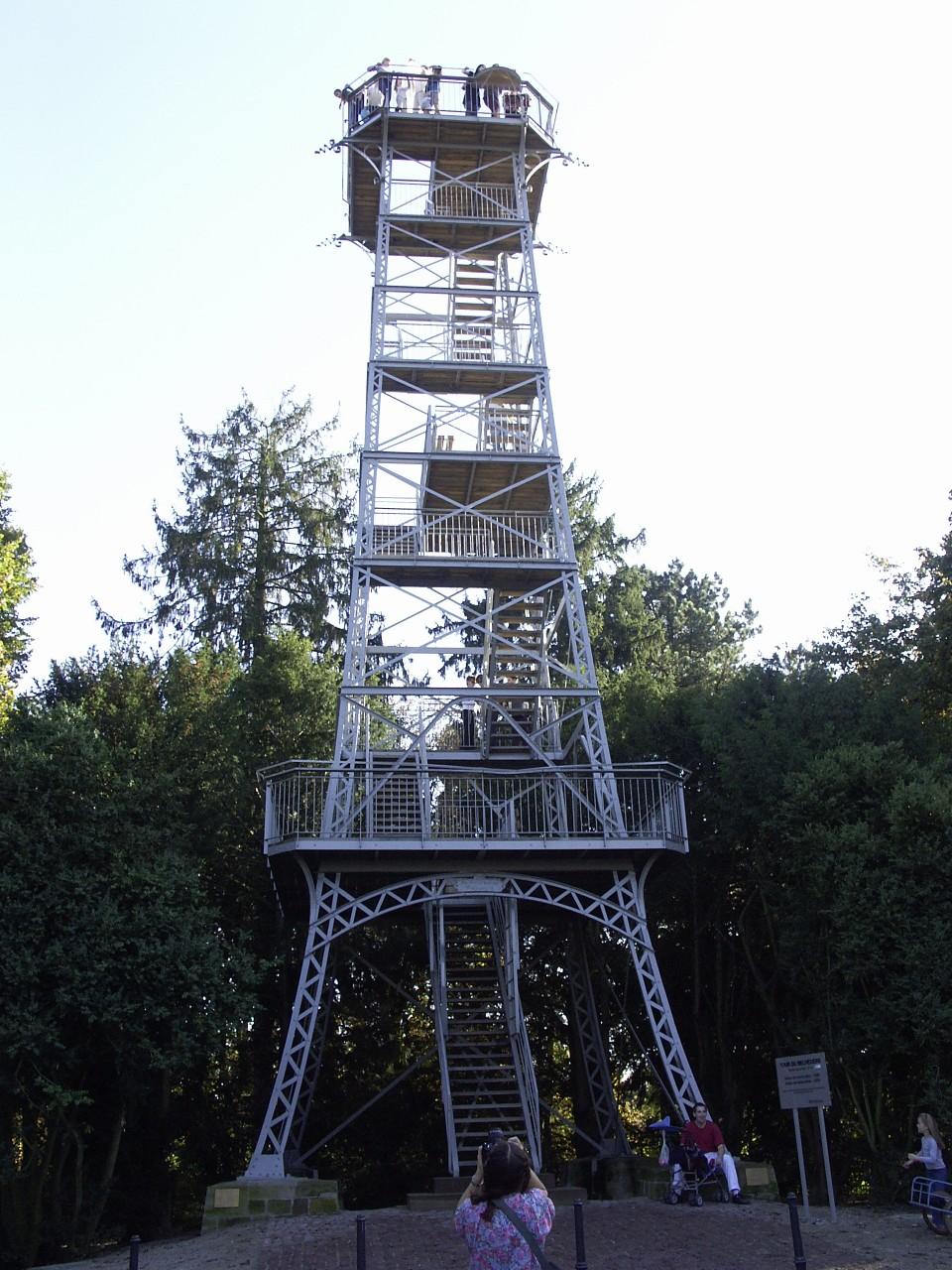
Der Aussichtsturm Tour du Belvédère

Der Rebberg ist durch sein äußerst markantes Relief gekennzeichnet. Seine hohen Hügel stellen geomorphologisch das nördliche Ende des Sundgau dar. So überragt er das übrige Mülhausen, das Ochsenfeld (Kalibecken) im Nordosten und den Hardtwald im Osten. Seine Oberflächengestalt war bestimmend beim Bau des Rhein-Rhône-Kanals und später der Bahnstrecke unten entlang.
Das großbürgerliche Wohnviertel entstand, als die Stadt mit der Hochkonjunktur der Mülhausener Textilindustrie ihre Blütezeit als „französisches Manchester“ erlebte. Noch heute findet man dort zahlreiche Herrenhäuser, die einander zu überbieten scheinen mit ihren von unterschiedlichen Einflüssen und architektonischen Epochen geprägten Baustilen. Von 1907 bis 1918 wurde der Rebberg von der Stadtbahn Mülhausen erschlossen, einer der ersten Oberleitungsbusbetriebe der Welt.
Der botanische und zoologische Garten von Mülhausen, der ein bemerkenswertes Beispiel großräumiger Flächengestaltung darstellt, liegt im Herzen dieser Parklandschaft.
Auf dem Rebberg stehen zwei Metall-Türme:
- Der Aussichtsturm Belvédère ist 20 Meter hoch. Es ist für die Öffentlichkeit zugänglich und bietet einen Rundblick über die Region.
- Der Funkturm Belvedere ist 194 Meter hoch und die Mülhausener Relaisstation des Unternehmens TDF, das bis 2004 TéléDiffusion de France hieß.